# Armorial du Vivarais
 (juin 2022).
Si vous disposez d'ouvrages ou d'articles de référence ou si vous connaissez des sites web de qualité traitant du thème abordé ici, merci de compléter l'article en donnant les références utiles à sa vérifiabilité et en les liant à la section « Notes et références ».
Cet article présente les comtés, baronnies, et principales seigneuries ou gentilhommières de la province du Vivarais.

## Historique
Issu de l'ancienne Helvie, le Comté de Vivarais était divisé, sous les Carolingiens, en vigueries et centenies, dépendances du diocèse de Viviers, puis en 849, au partage de Verdun, il rejoint la maison de Lothaire I, soit hors de France, jusqu'en 1308, avec son rattachement aux Capétiens.
| Image | Nom de la famille et blasonnement                                                 | Devise |
| ----- | --------------------------------------------------------------------------------- | ------ |
|       | Diocèse de Viviers De France ancien à la bordure d'or chargée de huit écus d'azur |        |

## Baronnie de Tour
Il y avait dans le pays du Vivarais douze baronnies qui donnaient le droit d'entrée aux Etats du Vivarais, et qui par tour de rôle tous les douze ans entrée aux Etats de la province du Languedoc, voici l'ordre dans lequel elle députaient aux Etats. Au cours de l'histoire des États, dix sept baronnies ont eu le rang de baronnie de tour.

### Baronnie de tour et marquisat d'Annonay
| Image                 | Famille | Période      |
| --------------------- | --- | ------------ |
|                       | Roussillon Échiqueté d'argent et de gueules. Alias échiqueté d'argent et d'azur, à la bordure de gueules. | Origine-1365 |
| Blason Thoire-Villars | Thoire-Villars Bandé d'or et de gueules, à six pièces. Alias bandé d'or et de gueules à six pièces, brisé d'une croix de Saint-Maurice, au pied fiché d'azur.                                                            | 1365-1423    |
|                       | Lévis-Ventadour Écartelé: au 1, bandé d'or et de gueules ; au 2, d'or, à trois chevrons de sable ; au 3, de gueules, à trois étoiles d'or ; au 4, d'argent, au lion de gueules. Sur le tout échiqueté d'or et de gueules | 1423-1461    |
|                       | Bourbon De France, à la barre de gueules | 1461-1527    |
|                       | Savoie De gueules, à la croix d'argent | 1527-1531    |

Retour de la baronnie à la couronne entre 1531 et 1558
| Image | Famille | Période   |
| ----- | --- | --------- |
|       | Peloux (du) D'argent, au sautoir engrélé d'azur D'argent au sautoir dentelé d'azur. | 1558-1582 |
|       | Lévis-Ventadour Écartelé : au 1, bandé d'or et de gueules ; au 2, d'or, à trois chevrons de sable ; au 3, de gueules, à trois étoiles d'or ; au 4, d'argent, au lion de gueules. Sur le tout échiqueté d'or et de gueules | 1582-1717 |
|       | Rohan-Guéméné Ecartelé : en I et IV, de gueules à neuf macles d'or, posées 3,3,3 ; en II, de gueules aux chaînes d'or posées en orle, en croix et en sautoir, chargées en cœur d'une émeraude au naturel (de Navarre) ; en III, d'azur à fleurs de lys d'or, une bande componée d'argent et de gueules brochante (d'Evreux moderne) ; sur-le-tout, d'argent, à une couleuvre ondoyante en pal d'azur, couronnée d'or, engloutissant un enfant de carnation, posé en fasce, les bras étendus (de Visconti) | 1717-     |

### Baronnie diocésaine, baronnie de tour et comté d'Aps
| Image | Famille | Période                                |
| ----- | --- | -------------------------------------- |
|       | La Baume de Suze D'or, à trois chevrons de sable ; au chef d'azur, chargé d'un lion issant d'argent couronné d'or                                                                                   | 1618-1660                              |
|       | Polignac Fascé d'argent et de gueules | 1660-1699                              |
|       | Montagu de Beaune-Bouzols Écartelé: aux 1 et 4 de gueules, à la tour d'argent donjonnée de deux pièces l'une sur l'autre (qui est de Montagut) ; aux 2 et 3 écartelé en sautoir d'argent de gueules | 1699-1730 (Transfert sur Saint-Remèze) |

### Baronnie de tour d'Aubenas
| Image | Famille                                             | Période |
| ----- | --------------------------------------------------- | ------- |
|       | Vogüé D'azur, au coq d'or barbé et crêté de gueules | 1724-   |

### Baronnie de tour de Boulogne
| Image | Famille | Période      |
| ----- | --- | ------------ |
|       | Poitiers-Valentinois D'azur, à six besants d'argent, trois, deux et un ; au chef d'or | Origine-1383 |
|       | Lestrange De gueules, à deux lions adossés d'or, surmonté d'un léopard d'argent | 1383-1579    |
|       | Hautefort de Lestrange Écartelé : au 1 d'or, au lévrier d'azur passant sur trois forces de sable (qui est d'Hautefort) ; aux 2 et 3 palé d'argent et de sable de six pièces ; au chef de gueules chargé de trois étoiles d'or (qui est de Balazuc) ; au 4 de gueules, à deux lions adossés d'or, surmonté d'un léopard d'argent (qui est de Lestrange) | 1579-1688    |
|       | Crussol Fascé d'or et de sinople de six pièces | 1688-1718    |
|       | Vignerot du Plessis de Richelieu Écartelé: aux 1 et 4, d'or, à trois hures de sanglier de sable (Vignerot); aux 2 et 3, d'argent, à trois chevrons de gueules (du Plessis de Richelieu) | 1718-1741    |
|       | Fay de Gerlande De gueules, à la bande d'or chargée d'une fouine d'azur. | 1741-        |

### Baronnie de tour et comté de Brion et du Cheylard
| Image | Famille | Période   |
| ----- | --- | --------- |
|       | Brion Blason inconnu | -1509     |
|       | Chalencon Écartelé d’or et de gueules ; à la bordure de sable chargée de huit fleurs de lys d’or | 1509-1521 |
|       | Damas D'or, à la croix ancrée de gueules | 1521-1582 |
|       | Lévis-Ventadour Écartelé : au 1, bandé d'or et de gueules ; au 2, d'or, à trois chevrons de sable ; au 3, de gueules, à trois étoiles d'or ; au 4, d'argent, au lion de gueules. Sur le tout échiqueté d'or et de gueules | 1582-1635 |
|       | Clermont-Chaste. Branche de la Maison de Clermont-Tonnerre De gueules, à deux clés d'argent, posées en sautoir, accompagnées en chef d'un croissant du même.                                                              | 1635-1642 |
|       | Bayle de La Motte-Brion De gueules, à l'aigle bicéphale d'or, chargé sur l'estomac de deux lévriers rampant affrontés d'azur, colletés d'argent                                                                           | 1642-1723 |
|       | Vogüé D'azur, au coq d'or barbé et crêté de gueules | 1723-1724 |

### Baronnie de tour et comté de Crussol
| Image | Famille | Période  |
| ----- | --- | -------- |
|       | Crussol Jusqu'en 1486 : Fascé d'or et de sinople De 1486 à 1546 : Parti, au 1 fascé d'or et de sinople de six pièces, au 2 de gueules aux trois bandes d'or, qui est d'Uzès Depuis 1546 : Écartelé: aux 1 et 4, partis : a. fascé d'or et de sinople (Crussol); b. d'or à trois chevrons de sable (Levis); aux 2 et 3, contre-écartelé, d'azur à trois étoiles d'or, rangées en pal (Gourdon), et d'or à trois bandes de gueules (Genouillac). Sur le tout de gueules à trois bandes d'or (Uzès). | Origine- |

### Baronnie de tour de Jaujac
| Image | Famille                                                         | Période   |
| ----- | --------------------------------------------------------------- | --------- |
|       | La Tour des Bains D'or, à la tour de gueules maçonnée de sable. | 1719-1738 |

### Baronnie de tour, vicomté de duché de Joyeuse
| Image | Famille | Période      |
| ----- | --- | ------------ |
|       | Joyeuse Écartelé : aux 1 et 4 d'or, à trois pals d'azur ; au chef de gueules, chargé de trois hydres d'or, (qui est de Joyeuse) ; aux 2 et 3 d'azur, au lion d'argent ; à la bordure de gueules, chargée de huit fleurs de lys d'or | Origine-1647 |
|       | Lorraine-Guise Coupé et parti en 3, au premier fascé de gueules et d'argent, au second d'azur semé de lys d'or et au lambel de gueules, au troisième d'argent à la croix potencée d'or, cantonnée de quatre croisettes du même, au quatrième d'or aux quatre pals de gueules au cinquième parti d'azur semé de lys d'or et à la bourdure de gueules, au sixième d'azur au lion contourné d'or, armé, lampassé et couronné de gueules, au septième d'or au lion de sable armé et lampassé de gueules, au huitième d'azur semé de croisettes d'or et aux deux bar d'or. Sur le tout d'or à la bande de gueules chargé de trois alérions d'argent le tout brisé d'un lambel de gueules. | 1647-1688    |
|       | Lorraine-Elbeuf Coupé et parti en 3, au premier fascé de gueules et d'argent, au second d'azur semé de lys d'or et au lambel de gueules, au troisième d'argent à la croix potencée d'or, cantonnée de quatre croisettes du même, au quatrième d'or aux quatre pals de gueules au cinquième parti d'azur semé de lys d'or et à la bourdure de gueules, au sixième d'azur au lion contourné d'or, armé, lampassé et couronné de gueules, au septième d'or au lion de sable armé et lampassé de gueules, au huitième d'azur semé de croisettes d'or et aux deux bar d'or. Sur le tout d'or à la bande de gueules chargé de trois alérions d'argent le tout brisé d'un lambel de gueules et d'une bordure de gueules | 1688-1714    |
|       | Melun D'azur aux neuf besants d'or et au chef du même. | 1714-1724    |
|       | Rohan-Soubisse coupé d'un trait, parti de trois autres qui font huit quartiers : au 1 d'azur semé de fleurs de lys d'or à la bande componée d'argent et de gueules (qui est d'Évreux) ; au 2 de gueules aux chaînes d'or posées en orle, en croix et en sautoir, chargées en cœur d'une émeraude au nature (qui est de Navarre) ; au 3 d'or aux trois pals de gueules (qui est de Foix) ; au 4 d'or, au lion de gueules, au double trescheur fleuronné et contre-fleuronné du même (qui est d'Écosse) ; au 5 d'hermine (qui est de Bretagne) ; au 6 d'argent, à une couleuvre ondoyante en pal d'azur, couronnée d'or, engloutissant un enfant de carnation, posé en fasce, les bras étendus (qui est de Visconti) ; au 7 d'argent à la fasce de gueules et à la bordure d'azur (qui est de San-Séverino) et au 8 d'or à la bande de gueules chargée de trois alérions d'argent (qui est de Lorraine); sur le tout parti en 1 de gueules aux neuf macles d'or posées 3, 3 et 3 (qui est de Rohan), et en 2 d'hermine (qui est de Bretagne). | 1724-1786    |
|       | Vogüé D'azur, au coq d'or barbé et crêté de gueules | 1786-        |

### Baronnie diocésaine de La Gorce
| Image | Famille | Période      |
| ----- | --- | ------------ |
|       | La Gorce De gueules, à trois rocs d'échiquier d'or | Origine-1400 |
|       | Châteauneuf-Randon d'Apchier D'or au château donjonné de trois tours crénelées de gueules, celle du milieu plus élevée, et accostée de deux haches d'armes d'azur adossées, plantées en pal de chaque côté de la tour | 1400-1581    |
|       | Merle de La Gorce De gueules, à l'épée d'argent, posée en pal, la pointe vers le haut ayant la garde et la poignée d'or ; coupé, échiqueté d'argent et de sable                                                       | 1581-        |

### Baronnie de tour de Largentière
| Image | Famille | Période |
| ----- | ------- | ------- |
|       |         |         |
|       |         |         |

### Baronnie de tour de La Tourette
Le marquis de La Tourette fit transférer en 1735 le demi-tour de la baronnie de Privas sur celle de La Tourette.
| Image | Famille | Période |
| ----- | --- | ------- |
|       | La Rivoire de La Tourette De gueules au lion d'argent armé et lampassé de gueules (qui est de la Rivoire) ; écartelé d'or, au lion de gueules (qui est de Ginestoux de La Tourette) | 1735 -  |

### Baronnie de tour et comté de La Voulte
| Image | Famille | Période      |
| ----- | --- | ------------ |
|       | Fay De gueules à la bande d'or, chargée d'une fouine d'azur. | Origine-1186 |
|       | Poitiers-Valentinois D'azur à six besants d'argent 3,2 et 1, au chef d'or | 1186 - 1246  |
|       | Anduze De gueules à trois étoiles d'or | 1246-1408    |
|       | Lévis-Ventadour Écartelé: au 1, bandé d'or et de gueules ; au 2, d'or, à trois chevrons de sable ; au 3, de gueules, à trois étoiles d'or ; au 4, d'argent, au lion de gueules. Sur le tout échiqueté d'or et de gueules | 1408-1717    |
|       | Rohan-Guéméné Ecartelé : en I et IV, de gueules à neuf macles d'or, posées 3,3,3 ; en II, de gueules aux chaînes d'or posées en orle, en croix et en sautoir, chargées en cœur d'une émeraude au naturel (de Navarre) ; en III, d'azur à fleurs de lys d'or, une bande componée d'argent et de gueules brochante (d'Evreux moderne) ; sur-le-tout, d'argent, à une couleuvre ondoyante en pal d'azur, couronnée d'or, engloutissant un enfant de carnation, posé en fasce, les bras étendus (de Visconti) | 1717-        |

### Baronnie de tour et comté de Montlor
| Image | Famille | Période      |
| ----- | --- | ------------ |
|       | Montlaur D'or, au lion de vair couronné. | Origine-1425 |
|       | Maubec-Montlaur Ecartelé : aux 1 et 4, d'or, à deux léopards d'azur ; aux 2 et 3 : d'or, au lion de vair armé, lampassé et couronné de gueules | 1425-1645    |
|       | Lorraine-Harcourt Coupé et parti en 3, au premier fascé de gueules et d'argent, au second d'azur semé de lys d'or et au lambel de gueules, au troisième d'argent à la croix potencée d'or, cantonnée de quatre croisettes du même, au quatrième d'or aux quatre pals de gueules au cinquième parti d'azur semé de lys d'or et à la bourdure de gueules, au sixième d'azur au lion contourné d'or, armé, lampassé et couronné de gueules, au septième d'or au lion de sable armé et lampassé de gueules, au huitième d'azur semé de croisettes d'or et aux deux bar d'or. Sur le tout d'or à la bande de gueules chargé de trois alérions d'argent le tout brisé d'un lambel et d'une bordure de gueules chargée de huit besans d'or. | 1645-1700    |
|       | Vogüé D'azur, au coq d'or barbé et crêté de gueules | 1700-        |

### Baronnie de tour de Privas et Chalencon
| Image | Famille | Période |
| ----- | ------- | ------- |
|       |         |         |
|       |         |         |

### Baronnie de tour et comté de Saint-Remèze
| Image | Famille | Période                                     |
| ----- | --- | ------------------------------------------- |
|       | Roure D'azur au rouvre d'or aux rameaux passés en sautoir | 1620-1650                                   |
|       | Lorraine-Harcourt Coupé et parti en 3, au premier fascé de gueules et d'argent, au second d'azur semé de lys d'or et au lambel de gueules, au troisième d'argent à la croix potencée d'or, cantonnée de quatre croisettes du même, au quatrième d'or aux quatre pals de gueules au cinquième parti d'azur semé de lys d'or et à la bourdure de gueules, au sixième d'azur au lion contourné d'or, armé, lampassé et couronné de gueules, au septième d'or au lion de sable armé et lampassé de gueules, au huitième d'azur semé de croisettes d'or et aux deux bar d'or. Sur le tout d'or à la bande de gueules chargé de trois alérions d'argent le tout brisé d'un lambel et d'une bordure de gueules chargée de huit besans d'or. | 1650-1713                                   |
|       | Vogüé D'azur, au coq d'or barbé et crêté de gueules | 1713-1714 (Transfert sur la terre de Vogué) |
|       | Fayn D'azur, à la tour d'argent maçonnée de sable soutenue de deux lions d'or, armés et lampassés de gueules ; au chef cousu de gueules, chargé de trois coquilles d'or | 1730- (Transfert du tour d'Aps)             |

### Baronnie de tour et comté de Tournon
| Image | Famille | Période      |
| ----- | --- | ------------ |
|       | Tournon Parti, au 1 de France ancien ; au 2 de gueules, au lion d'or | Origine-1644 |
|       | Montmorency D'or à La Croix de gueule, cantonnée de 16 aiglons d'azur. | 1644-1660    |
|       | Lévis-Ventadour Écartelé: au 1, bandé d'or et de gueules ; au 2, d'or, à trois chevrons de sable ; au 3, de gueules, à trois étoiles d'or ; au 4, d'argent, au lion de gueules. Sur le tout échiqueté d'or et de gueules | 1660-1717    |
|       | Rohan-Guéméné Ecartelé : en I et IV, de gueules à neuf macles d'or, posées 3,3,3 ; en II, de gueules aux chaînes d'or posées en orle, en croix et en sautoir, chargées en cœur d'une émeraude au naturel (de Navarre) ; en III, d'azur à fleurs de lys d'or, une bande componée d'argent et de gueules brochante (d'Evreux moderne) ; sur-le-tout, d'argent, à une couleuvre ondoyante en pal d'azur, couronnée d'or, engloutissant un enfant de carnation, posé en fasce, les bras étendus (de Visconti) | 1717-1719    |
|       | La Tour des Bains de Saint-Vidal D'or, à la tour de gueules maçonnée de sable. |              |
|       | Rohan-Guéméné Ecartelé : en I et IV, de gueules à neuf macles d'or, posées 3,3,3 ; en II, de gueules aux chaînes d'or posées en orle, en croix et en sautoir, chargées en cœur d'une émeraude au naturel (de Navarre) ; en III, d'azur à fleurs de lys d'or, une bande componée d'argent et de gueules brochante (d'Evreux moderne) ; sur-le-tout, d'argent, à une couleuvre ondoyante en pal d'azur, couronnée d'or, engloutissant un enfant de carnation, posé en fasce, les bras étendus (de Visconti) | 1738-        |

## Villes
Huit villes envoyées des députés aux États particuliers du Vivarais et à tour de rôle aux États du Languedoc.
| Image | Nom de la ville et blasonnement | Devise |
| ----- | --- | ------ |
|       | Tournon D'azur, à trois tours d'argent, ouvertes et maçonnées de sable.                                                                                             |        |
|       | Viviers De France ancien |        |
|       | Boulogne De gueules à la bande d'or chargée d'une fouine d'azur. |        |
|       | Largentière D'azur au château d'argent flanqué de deux échauguettes couvertes et sommé d'une tour crénelée, girouettée du même, le tout maçonné et ajouré de sable. |        |
|       | Joyeuse Palé d'or et d'azur de six pièces, au chef de gueules chargé de trois hydres à sept têtes aussi d'or.                                                       |        |
|       | Annonay Échiqueté, d'or et de gueules de quatre tires. |        |
|       | Montlor D'or, au lion de vair, armé, lampassé, couronné de gueules                                                                                                  |        |
|       | Bourg-Saint-Andéol De gueules, à trois bourdons rangés en pal d'argent ; au chef d'azur chargé d'un badelaire ou coutelas d'argent garni d'or                       |        |

## Pour approfondir